# Consell Europeu d'Associacions de Traductors Literaris
El Consell europeu d'associacions de traductors literaris (CEATL) és una associació internacional sense ànim de lucre i regida per la legislació de Bèlgica que es va crear l'any 1993 per enfortir l'intercanvi d'idees i informació entre les associacions de traductors d'Europa, així com per fomentar accions encaminades a millorar l'estatus i condicions de feina dels traductors literaris. Poden ser membres de CEATL les associacions que ostentin representació de traductors literaris de qualsevol territori europeu.

## Història
Durant les «Assises de la traduction littéraire» a Arles l'any 1987, va tenir lloc una reunió informal de traductors que tenien la intenció de fundar una associació d'àmbit europeu. L'any 1991, a Procida, es va crear oficialment el Consell Europeu d'Associacions de Traductors Literaris com una associació internacional sense ànim de lucre, regida per la llei belga. Les associacions fundadores eren d'Alemanya, Àustria, Bèlgica, Espanya, Grècia, Itàlia, els Països Baixos i Suïssa. L'any 2019, el Consell Europeu d'Associacions de Traductors Literaris aplega 34 associacions de 28 països d'Europa i representa uns 10.000 autors individuals. Entre 2013 i 2015 va ser presidida per Bel Olid.

## Objectius
El Consell Europeu d'Associacions de Traductors Literaris es fixa dos grans objectius, un de cara endins i un altre de cara enfora. De cara endins, recull informacions que afecten la situació de la traducció literària i els traductors en els països de les associacions membres i comparteix experiències i exemples de les millors pràctiques que s'hi observen. De cara enfora, defensa els interessos legals, socials i econòmics dels traductors literaris en el context europeu, incloent-hi les accions de lobbying a la Unió Europea i eventuals reaccions públiques a esdeveniments o tendències que tinguin incidència sobre aquesta professió o sobre la qualitat de la traducció literària. Ajuda individualment les associacions membres a reforçar la posició dels traductors literaris del seu país. CEATL publica una revista gratuïta en línia en anglès i francès (les llengües oficials del Consell), Contrepoint/Counterpoint, que apareix semestralnent.

## Funcionament
Els delegats de les associacions membres es reuneixen un cop l'any en una assemblea general que les associacions membres organitzen per torn. La junta de CEATL està composta per un mínim de tres membres electes per un mandat de dos anys amb possibilitat de reelecció. La junta de CEATL executa les resolucions i iniciatives votades a l'assemblea general i duu a terme qualsevol acció que sigui necessària per a la consecució dels objectius del Consell. Els diversos grups de treball (Condicions laborals, Drets d'autor, Visibilitat, Formació i educació, Bones pràctiques i Drets humans) es reuneixen durant l'any per tirar endavant projectes específics.

## Associacions membres[4]
- Asociația Română A Traducătorilor Literari (ARTLIT)
- Associacão Portuguesa de Tradutores (APT)
- Associació d'Escriptors en Llengua Catalana (AELC)
- Association des Traducteurs Littéraires de France (ATLF)
- Associazione Italiana Traduttori e Interpreti (AITI)
- Autrices et Auteurs de Suisse (ADS)
- Bandalag Þýðenda og Túlka
- Çevirmenler Meslek Birliği (ÇEVBIR)
- Dansk Oversaetterforbund
- Društvo Hrvatskih Književnih Prevodilaca
- Društvo Slovenskih Književnih Prevajalcev
- Euskal Itzultzaile, Zuzentzaile eta Interpreteen Elkartea (EIZIE)
- IG Übersetzerinnen Übersetzer
- Irish Translators' and Interpreters' Association
- Latvijas Tulku un Tulkotāju Biedrība (LTTB)
- Lietuvos Literatūros Vertėjų Sąjunga
- Magyar Műfordítók Egyesülete (MEGY)
- Norsk Faglitterær Forfatter og Oversetterforening (NFF)
- Norsk Oversetterforening
- Obec Překladatelů (OP)
- Översättarsektionen Sveriges Författarförbund
- Sección Autonóma de Traductores de Libros – Asociación Colegial de Escritores de España (ACE Traductores)
- Slovenská Spolocnosť Prekladatel'ov Umeleckej Literatúry
- Stowarzyszenie Tłumaczy Literatury
- STRADE SLC-CGIL – Sezione Traduttori Editoriali
- Suomen Kääntäjien ja Tulkkien Liitto (SKTL)
- Translators' Association – Society Of Authors
- Udruženje Književnih Prevodilaca Srbije (UKPS)
- Udruzenje Prevodilaca u Bosni i Hercegovini
- Uniunea Scriitorilor din România (WUR)
- VdÜ/Bundessparte Übersetzer im VS (Verband Deutscher Schriftsteller) in Ver.Di
- Vereniging van Letterkundigen (VVL)
- Vlaamse Auteursvereniging (VAV)
- Здружение на Преведувачи и Толкувачи на Република Македонија (ЗПРМ – MATA)
- Съюз на Преводачите в България